# Pseudothaia striata
Pseudothaia striata är en insektsart som beskrevs av Kuoh 1982. Pseudothaia striata ingår i släktet Pseudothaia och familjen dvärgstritar. Inga underarter finns listade i Catalogue of Life.